# George Osborne, 6. Duke of Leeds

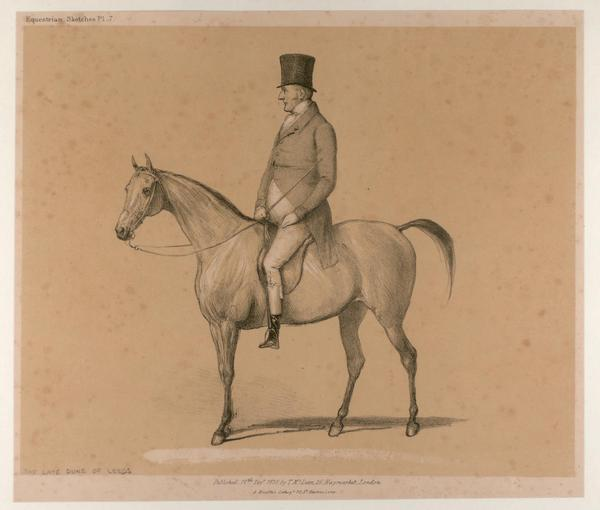
George Osborne, 6. Duke of Leeds

George William Frederick Osborne, 6. Duke of Leeds KG, PC (* 21. Juli 1775; † 10. Juli 1838) war ein britischer Aristokrat (Peer) während der Regentschaft von Georg III. und Georg IV.

## Leben
George Osborne war der erste Sohn von Francis Osborne, 5. Duke of Leeds, (1751–1799) und Lady Amelia (1754–1784), einzige Tochter von Robert Darcy, 4. Earl of Holderness (1718–1778) und später 9. Baroness Conyers. Osborne hatte noch eine Schwester, Mary Henrietta Juliana (1776–1862), und einen jüngeren Bruder, Francis Godolphin (1777–1850). 
George Osborne wurde nach dem Tod seiner Mutter 1784 Baron Darcy de Knayth und Baron Conyers. Nach dem Tod seines Vaters im Jahre 1799 erbte er dessen Titel Duke of Leeds. 1827 wurde er zum Master of the Horse ernannt und wurde als Privy Counsellor (PC) in den Privy Council aufgenommen. Im selben Jahr wurde Osborne auch als Knight Companion in den Hosenbandorden aufgenommen. Daneben war er Lord Lieutenant vom North Riding of Yorkshire und Gouverneur der Scilly-Inseln. 
George Osborne heiratete 1797 Lady Charlotte Townshend (1776–1856), eine Tochter von George Townshend, 1. Marquess Townshend, und hatte mit ihr vier Kinder: Francis Godolphin D’Arcy (1798–1859), Charlotte Mary Ann Georgiana Osborne (1801–1836), Amelia Rose und George Thomas William (1812–1831). Osborne starb 1838 im Alter von 60 Jahren in London. Sein ältester Sohn Francis Godolphin D’Arcy folgte ihm als Duke of Leeds.